# Capa d'aire saharià

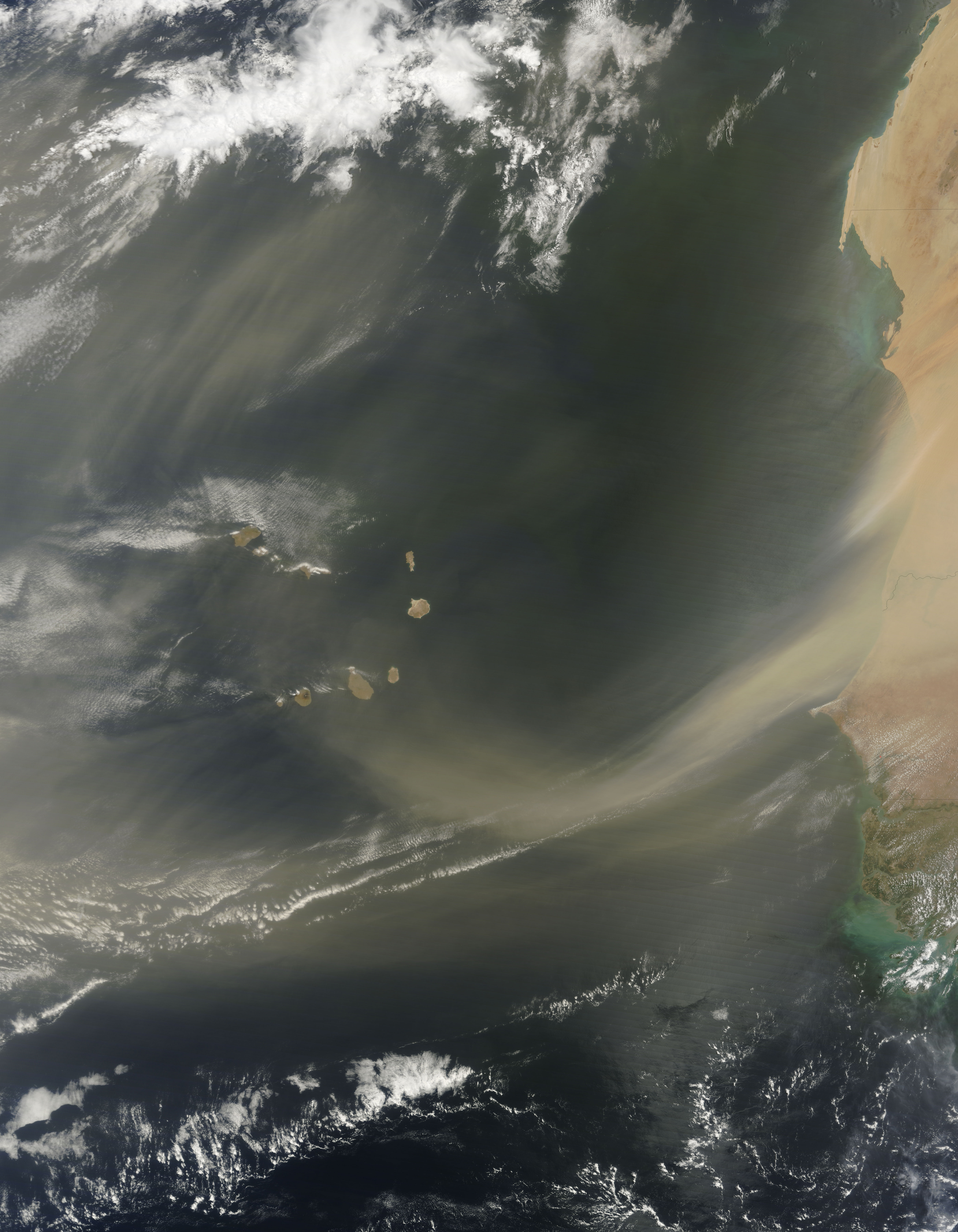
Pols del desert a Àfrica occidental.

La capa d'aire sahariana és una capa de l'atmosfera terrestre intensament càlida i seca i de vegades amb pols mineral que està sovint per sobre d'una capa més humida i fresca de l'oceà Atlàntic. En la regió del desert del Sàhara on s'origina aquesta capa és l'atmosfera prevalent que s'estén des de la superfície fins diversos quilòmetres amunt. És aixecada sobre la capa marina més densa. Això constitueix una inversió tèrmica en què paradoxalment la temperatura s'incrementa amb l'altitud. Algunes de les tempestes de sorra associades a la capa poden arribar a 6.000 m d'altitud i arribar tan lluny com Amèrica del Nord. Els núvols de pol es poden veure en fotos de satèl·lit.

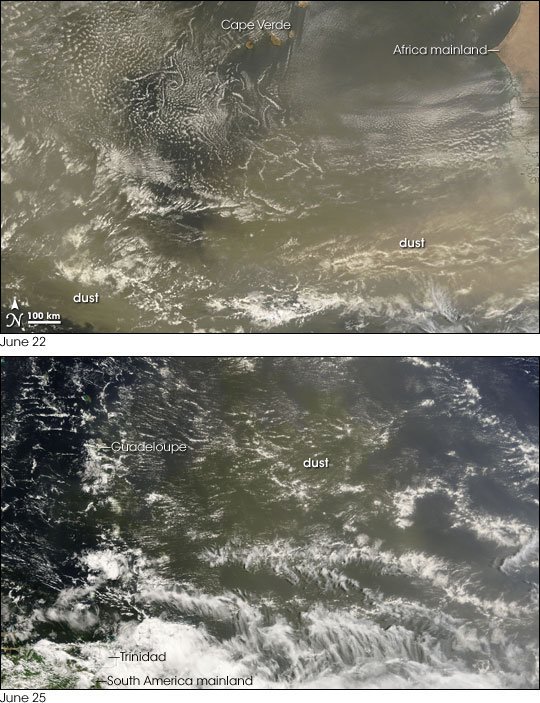
Imatges de pols del desert del Sàhara travessant l'Atlàntic.

Les partícules de pols riques en ferro sovint reflecteixen la llum solar i fan baixar la temperatura de l'atmosfera i redueixen l'escalfament dels oceans, augmenten la condensació, suprimeixen els vents i la formació de ciclons tropicals però no provoquen precipitacions.